# セラ・ロンゴ・ファイトチーム
セラ・ロンゴ・ファイトチーム（Serra-Longo Fight Team）は、アメリカ合衆国のニューヨーク州ロングアイランドを拠点とする総合格闘技のチーム及びジム。マット・セラとレイ・ロンゴによって結成された。

## 概要
マット・セラとレイ・ロンゴによって結成されたチームで、ニューヨーク州ロングアイランドを拠点としており、セラBJJアカデミーとロンゴ・ワイドマンMMAという2つのジムからなっている。
マット・セラが17歳のとき、ニューヨーク市の大石柔道場で会計士のレイ・ロンゴと出会い友人となる。ロンゴは当時から自身のジムを持ち、格闘家のトレーナーをしていたが、その後セラのトレーナーになった。
セラBJJアカデミーは、2001年にマット・セラによって設立されたニューヨーク州ハンティントンに拠点を置くブラジリアン柔術のジムである。ロンゴ・ワイドマンMMA（LAW MMA）は、ニューヨーク州ガーデンシティに拠点を置く総合格闘技のジムで、現在はレイ・ロンゴとクリス・ワイドマンが共同オーナーだが、元々は1990年にロンゴによって設立されたジムで、以前はレイ・ロンゴ・インターナショナル・マーシャル・アーツ・アカデミーという名称であった。

## コーチングスタッフ
- レイ・ロンゴ
- マット・セラ
- クリス・ワイドマン

## 主な所属選手
- クリス・ワイドマン（UFC世界ミドル級王者）
- アルジャメイン・スターリング（UFC世界バンタム級王者）
- マット・セラ（UFC世界ウェルター級王者）
- メラブ・ドバリシビリ（UFC世界バンタム級王者）
- アル・アイアキンタ
- マット・フレボラ
- 魅津希
- 井上直樹
- 佐々木憂流迦